# 乌拉盖河
乌拉盖河也作乌拉盖尔河、乌拉盖郭勒、乌拉根果勒、乌拉盖高勒，位于中华人民共和国内蒙古自治区锡林郭勒盟东乌珠穆沁旗境内的一条内流河，是内蒙古第一大内陆河。

## 历史
乌拉盖河在金朝时称兀鲁灰河、兀鲁回河或兀勒灰河，《蒙古秘史》中作浯泐恢河，明朝时作兀鲁骨河，清朝时期又称为乌尔虎河或芦河，又称乌尔会河、乌勒辉河、鄂尔虎河、贺尔浑河、和尔洪河等。中华人民共和国成立前后在一些地图上曾被标注为乌禄嘎银高勒、乌里勒吉河。“乌拉盖”一名源自古代游牧部落“斡罗忽纳惕”的简称，一说为蒙古语“摇篮”的意思。

## 流向
乌拉盖河发源于东乌珠穆沁旗东北端大兴安岭宝格达山林场西北山，蜿蜒向南偏西，流经宝格达乌拉总场、乌拉盖管理区，注入乌拉盖水库，出库后向西南流，过扎格斯台诺尔转向西流，最后注入乌拉盖戈壁（索林诺尔）。

## 水文
乌拉盖河全长505千米，流域面积约1.9万平方千米，年均径流量1.13亿立方米。根据奴奶庙水文站测定，该河夏季富水期径流量占全年的48%，冬季枯水期径流量占全年的0.1%。乌拉盖河河谷开阔，河槽浅宽，水流平缓，河道平均比降0.36‰，沿岸多湿地湖泊。下游河床不明显，水流散乱，基本上是连续不断的小湖泊和沼泽地。

## 流域概况
乌拉盖河流域地处大兴安岭西北坡、内蒙古高原东段，为大兴安岭山地森林向内蒙古草原过渡地带。流域内属于中温带干旱半干旱大陆性季风气候，春季风多干旱，夏季温热雨量不均，秋季凉爽霜雪早，冬季寒冷而漫长。年均气温-0.1℃，年均无霜期105天左右，年均降水量322毫米，年水面蒸发量800毫米，光照充足，年日照时数2930－3100小时。
流域内经济以畜牧业为主，牧草丰美，为优良天然牧场。
自2004年以来，由于乌拉盖河上游截断水源发展矿业及附属产业，乌拉盖湿地已干涸，流域内草原普遍退化。